# 최종 분석
《최종 분석》(영어: Final Analysis)은 미국에서 제작된 필 조아노 감독의 1992년 네오누아르 에로 스릴러 영화이다. 리처드 기어 등이 출연하였고, 찰스 로븐 등이 제작에 참여하였다.

## 출연진
- 리처드 기어 - 아이작 바 정신과 의사 역
- 킴 베이싱어 - 헤더 에번스 역
- 우마 서먼 - 다이애나 베일러 역
- 에릭 로버츠 - 지미 에번스 역
- 키스 데이비드 - 허긴스 형사 역
- 폴 길포일 - 마이크 오브라이언 역
- 로버트 하퍼 - 앨런 로언솔 의사 역
- 조지 머독 - 코스텔로 판사 역
- 에릭 아바리 - 중재자 역 (크레디트 미기재)
- 해리스 율린 - 지방 검사 역 (크레디트 미기재)

## 기타 제작진
- 공동 제작: 존 솔로몬
- 협력 제작: 켈리 스미스
- 배역: 데이비드 루빈
- 미술: 딘 태벌레리스
- 의상: 오드 브론슨하워드

## 우리말 녹음
| SBS 성우진 (1994년 2월 10일) - 이정구 - 아이작(리처드 기어) - 송도영 - 헤더(킴 베이싱어) - 윤소라 - 다이애나(우마 서먼) - 장광 - 오브라이언(폴 길포일) - 윤기황 - 지미(에릭 로버츠) - 장승길 - 허긴스(키스 데이비드) - 김용식 - 로언솔(로버트 하퍼) - 최흘 - 이완호 - 나수란 - 홍승옥 - 조동희 - 강미형 - 정동열 - 유제상 - 이종혁 | KBS 성우진 (1999년 3월 27일) - 이정구 - 아이작(리처드 기어) - 송도영 - 헤더(킴 베이싱어) - 강희선 - 다이애나(우마 서먼) - 강구한 - 지미(에릭 로버츠) |  |